# Bistorta longispicata
Bistorta longispicata är en slideväxtart som beskrevs av Yonekura & H.Ohashi. Bistorta longispicata ingår i släktet ormrötter, och familjen slideväxter. Inga underarter finns listade i Catalogue of Life.